# Episodi di Sons of Anarchy (seconda stagione)
La seconda stagione della serie televisiva Sons of Anarchy, composta da 13 episodi, è stata trasmessa negli Stati Uniti per la prima volta dall'emittente via cavo FX dall'8 settembre al 1º dicembre 2009.
In Italia, è stata trasmessa in prima visione sul canale satellitare FX dal 15 novembre 2010 al 7 febbraio 2011.

Parte dei Sons of Anarchy guarda Cameron che fugge in Irlanda con un motoscafo.

| nº | Titolo originale | Titolo italiano        | Prima TV USA      | Prima TV Italia  |
| -- | ---------------- | ---------------------- | ----------------- | ---------------- |
| 1  | Albification     | Un nuovo nemico        | 8 settembre 2009  | 15 novembre 2010 |
| 2  | Small Tears      | Il prezzo del silenzio | 15 settembre 2009 | 22 novembre 2010 |
| 3  | Fix              | Botta e risposta       | 22 settembre 2009 | 29 novembre 2010 |
| 4  | Eureka           | Jax e Clay             | 29 settembre 2009 | 6 dicembre 2010  |
| 5  | Smite            | Tormento               | 6 ottobre 2009    | 13 dicembre 2010 |
| 6  | Falx Cerebri     | La trappola            | 13 ottobre 2009   | 20 dicembre 2010 |
| 7  | Gilead           | Fatica sprecata        | 20 ottobre 2009   | 27 dicembre 2010 |
| 8  | Potlatch         | Banchetto              | 27 ottobre 2009   | 3 gennaio 2011   |
| 9  | Fa Guan          | Attività in fumo       | 3 novembre 2009   | 10 gennaio 2011  |
| 10 | Balm             | Rivelazione            | 10 novembre 2009  | 17 gennaio 2011  |
| 11 | Service          | Giro di boa            | 17 novembre 2009  | 24 gennaio 2011  |
| 12 | The Culling      | Accerchiamento         | 24 novembre 2009  | 31 gennaio 2011  |
| 13 | Na Trioblóidí    | Giornata cruenta       | 1º dicembre 2009  | 7 febbraio 2011  |